# Walter Milera
Walter Milera Calero (28 de abril de 1942 - 7 de abril de 2000) fue un futbolista y entrenador peruano. Jugó de lateral derecho en el Club Atlético Chalaco, Sport Boys entre otros equipos peruanos. Hijo de Trinidad Calero Bernaola y José Milera Nosaldi, se casó con Gloria Cornejo Kong Milera y tuvo tres hijos, Nancy Milera Curi, Walter Milera y Vanessa Milera.

## Trayectoria
Se inició como futbolista en KDT Nacional en la Segunda División del Perú. Luego pasó a Atlético Chalaco y en 1963 a Sport Boys. Fue parte del plantel de este último club que fue subcampeón del Campeonato Descentralizado 1966 y que logró la primera clasificación del Boys a la Copa Libertadores.
Tras su retiro en Melgar debido a una lesión, fue entrenador de este equipo y logró el título de la Copa Perú 1971 y el ascenso a la Primera División del Perú. Luego dirigió a Alfonso Ugarte donde fue subcampeón del Campeonato Descentralizado 1975 y clasificó a la Copa Libertadores 1976.
Fue entrenador de Sport Boys en tres etapas siendo su mejor campaña en el Campeonato Descentralizado 1986 donde clasificó a la liguilla final y terminó en cuarto lugar.

## Selección Peruana
Fue internacional con la Selección de fútbol de Perú en dos oportunidades. Hizo su debut en el partido amistoso ante Brasil jugado el 8 de junio de 1966 en Río de Janeiro donde ingresó en reemplazo de Eloy Campos.

## Clubes

### Como futbolista
| Club             | País | Año         |
| ---------------- | ---- | ----------- |
| KDT Nacional     | Perú | 1958 - 1959 |
| Atlético Chalaco | Perú | 1960 - 1962 |
| Sport Boys       | Perú | 1963 - 1969 |
| Melgar           | Perú | 1970        |

### Como entrenador
| Club                        | País | Año         |
| --------------------------- | ---- | ----------- |
| Melgar                      | Perú | 1971        |
| Deportivo Carsa             | Perú | 1972        |
| Sport Boys                  | Perú | 1973        |
| Atlético Barrio Frigorífico | Perú | 1974        |
| Alfonso Ugarte              | Perú | 1974 - 1976 |
| Asociación Deportiva Tarma  | Perú | 1977 - 1978 |
| Alfonso Ugarte              | Perú | 1978 - 1979 |
| Deportivo Junín             | Perú | 1980 - 1981 |
| Sport Boys                  | Perú | 1982 - 1983 |
| Unión Huaral                | Perú | 1983        |
| Defensor ANDA               | Perú | 1984        |
| Sport Boys                  | Perú | 1985 - 1987 |
| Juventud La Joya            | Perú | 1987 - 1988 |
| Deportivo Bancos            | Perú | 1992        |
| Unión Huaral                | Perú | 1993        |

## Palmarés

### Como entrenador
| Título    | Club   | País | Año  |
| --------- | ------ | ---- | ---- |
| Copa Perú | Melgar | Perú | 1971 |